# William Cost Johnson
William Cost Johnson (ur. 14 stycznia 1806, zm. 14 kwietnia 1860 w Waszyngtonie) – amerykański polityk.
W dwóch różnych okresach był przedstawicielem stanu Maryland w Izbie Reprezentantów Stanów Zjednoczonych. Najpierw w latach 1833–1835 przez jedną kadencję Kongresu Stanów Zjednoczonych był przedstawicielem szóstego okręgu wyborczego w Maryland. Później, w latach 1837–1843 przez trzy kadencje Kongresu jako kandydat Partii Wigów był przedstawicielem piątego okręgu wyborczego w tym stanie.